# Éva Novák
Éva Novák, també coneguda com a Éva Novák-Gerard o Éva Gérard-Novák, (Budapest, Hongria 1930 - Brussel·les, Bèlgica 2005) fou una nedadora hongaresa, nacionalitzada posteriorment belga, guanyadora de quatre medalles olímpiques.

## Biografia
Va néixer el 8 de gener de 1930 a la ciutat de Budapest, capital d'Hongria. Fou germana de la també nedadora i medallista olímpica Ilona Novák. Va morir el 30 de juny de 2003 a la ciutat de Brussel·les, capital de Bèlgica, país del qual n'adoptà la nacionalitat en casar-se amb el belga Pierre Gérard després dels Jocs Olímpics d'estiu de 1952.

## Carrera esportiva
Especialista en les modalitats de crol i braça, va participar als 18 anys en els Jocs Olímpics d'Estiu de 1948 celebrats a Londres (Regne Unit), on va aconseguir guanyar la medalla de bronze en els 200 metres braça. En els Jocs Olímpics d'Estiu de 1952 realitzats a Hèlsinki (Finlàndia) aconseguí guanyar la medalla d'or en els relleus 4x100 metres lliures amb l'equip hongarès de natació, establint un nou rècord del món amb un temps de 4:24.4 segons, i la medalla de plata en els 400 metres lliures i els 200 metres braça.
Participà en els Jocs Olímpics d'Estiu de 1956 realitzats a Melbourne (Austràlia), si bé en aquesta ocasió sota pavelló belga al nacionalitzar-se d'aquest país després del seu casament. En aquests Jocs participà en la prova dels 200 metres braça, si bé fou eliminada en primera ronda.
El 21 d'octubre de 1950 va establir un nou rècord del món dels 200 metres braça (2:48.8 minuts), un temps que posteriorment rebaixà als 2:48.5 minuts el 5 de maig de 1951. Aquest rècord estigué vigent fins al 13 de novembre de 1956, quan la neerlandesa Ada den Haan l'establí en 2:46.4 minuts.
El 1973 fou inclosa a l'International Swimming Hall of Fame junt a la seva germana Ilona Novák.